# Metropolia iwano-frankiwska Kościoła katolickiego obrządku bizantyjsko-ukraińskiego
Metropolia iwano-frankowska, jednostka administracyjna kościoła greckokatolickiego na Ukrainie. W jej skład wchodzą:
- archieparchia iwanofrankowska
- eparchia kołomyjska
- eparchia czerniowiecka